# Gustav Mahler
Gustav Mahler (Kalischt, 7 juli 1860 – Wenen, 18 mei 1911) was een in Bohemen geboren en opgegroeide Oostenrijkse componist en dirigent van Joodse afkomst.
Mahler gold als een van de belangrijkste dirigenten van zijn tijd. Hij was actief aan de operahuizen van onder meer  Boedapest en Hamburg en aan de hofopera te Wenen. Hij was tevens dirigent van de Wiener Philharmoniker. 
Als componist wordt hij vooral gezien als een van de laatste vertegenwoordigers van de grote symfonische traditie en als degene die de late romantiek verbonden heeft met de moderne periode van de klassieke muziek, die met name in de Tweede Weense School gestalte kreeg.  

## Levensloop, werk en invloed
Typerend voor Mahlers werk is de wijze waarop hij zang kon verbinden met instrumentale muziek. Verder maakte hij het aspect klankkleur steeds belangrijker door het tot onderdeel van de muzikale structuur te maken. Het eerste deel van de Negende symfonie is hiervan een goed voorbeeld. Er is verondersteld dat zijn vroege kennismaking met de militaire muziektraditie van de Oostenrijkse muziekkapellen in de garnizoensstad Iglau (Jihlava) de hybride bronnen van zijn muziek heeft beïnvloed. 
Mahler onderzocht de symfonische vorm en instrumentatie tot het uiterste; hij schrok er niet voor terug om zeer persoonlijke elementen in zijn muziek te verwerken. Een symfonie zou een 'hele wereld' moeten omvatten, zoals hij het zelf eens aangaf. Deze doelstellingen, die tot grootschalige en langdurige symfonieën leidden, stuitten echter op veel weerstand en onbegrip, niet alleen bij het publiek maar ook bij vakgenoten.
Mahler voelde zich al vroeg genoodzaakt te dirigeren als broodwinning. Hij werd een zeer gerespecteerde dirigent. Men zag hem in zijn tijd in de eerste plaats als dirigent, niet als componist. Veel van zijn werken zijn gecomponeerd in de vakantietijd, in de zomermaanden. Door de muzikale elite en vooral ook de muziekcritici werd hij niet van harte beloond, waarbij zijn Joodse achtergrond als een negatieve omstandigheid gold. Mahler leed sterk onder het antisemitisme dat tijdens zijn leven opkwam in Europa. 
Bekeerd tot het katholicisme was hij uiteindelijk aanvaardbaar als dirigent in Wenen en daarmee kon hij zijn reputatie vestigen. Hij trok zich in de zomermaanden geheel terug in zijn afgelegen 'componeerhuisjes', waar hij zijn symfonieën in alle rust kon schrijven.
Hij verkende de grenzen van de klassieke symfonievorm, maar overschreed die uiteindelijk niet. Zijn houding tot de symfonische vorm heeft zijn gehele leven en tot op heden grote bewondering gekregen, maar ook tegenstand gekend. De meeste van zijn symfonieën zijn groots van structuur, hebben een tijdsduur van minstens een vol uur en doen een beroep op maximale orkestrale middelen. In navolging van de Negende symfonie van Beethoven maakte hij gebruik van zangstemmen in de Tweede, Derde, Vierde en Achtste symfonie en in zijn orkestrale liederencyclus Das Lied von der Erde, die hij ook "eine Sinfonie" noemde. De Achtste symfonie vereist een groot aantal vocale en instrumentale uitvoerenden en wordt daarom wel "Sinfonie der Tausend" genoemd, een benaming die niet van hemzelf stamt. In zijn late werk bracht hij zijn muziek tot aan de rand van de tonaliteit zonder de stap naar de atonaliteit te zetten. De Tiende symfonie bleef onvoltooid, maar diverse musicologen, onder wie Deryck Cooke, hebben er 'uitvoeringsversies' van gemaakt die soms met elkaar concurreren. Dit geldt met name voor de nagelaten schetsen van het vierde en vijfde deel van deze symfonie waarin vrijwel alleen enkelvoudige melodielijnen voorkomen.
In 1892 dirigeerde hij de Duitse première van Tsjaikovski's opera Jevgeni Onegin in de Hamburgische Staatsoper, en in het Londense Covent Garden dirigeerde hij uitvoeringen van Beethovens Fidelio en van Wagners Tristan en Isolde en Der Ring des Nibelungen. Deze optredens werden enthousiast ontvangen.
Mahler maakte ook bewerkingen van symfonieën van Beethoven en Schumann en voerde die zelf uit. Ook voltooide hij, op verzoek van de familie Von Weber, de opera Die drei Pintos van Carl Maria von Weber (première 20 januari 1888 te Leipzig).
In 1902 huwde Mahler met Alma Schindler, die twintig jaar jonger was dan hij. Ze kregen twee dochters, Maria Anna (1902-1907) en Anna Justine (1904-1988), die later beeldhouwer zou worden. Tijdens zijn verblijf in Helsinki in 1907 ontmoette hij Jean Sibelius.

## Geloof
Mahler was joods opgevoed, zij het niet orthodox. Dit belette hem niet om in Iglau in een kerkkoor mee te zingen. In 1896 bekeerde hij zich tot het katholicisme, ook om aan de vereisten te kunnen voldoen die de geambieerde positie aan de Weense Hofoper stelde. Katholieke invloeden zijn te vinden in onder meer de pinksterhymne Veni Creator Spiritus en 'Blicket Auf Zum Retterblick' (waarin de 'Jungfrau' wordt bezongen) van zijn Achtste symfonie. Ook de Tweede Symfonie (bijgenaamd de verrijzenis) en de Derde en Vierde bevatten christelijke motieven, maar ondanks zijn fascinatie ten tijde van zijn jeugd, zijn aanwijzingen voor een daadwerkelijke katholieke overtuiging er niet in te vinden. Zijn latere werk Das Lied von der Erde wijst eerder op een soort 'pantheïsme', wat ook tot uiting komt in zijn levenslange bewondering voor de natuur.
Decennia na zijn dood verboden de nationaalsocialisten de uitvoering van muziek van joodse componisten en dus ook van zijn werken, ook al was hij katholiek geworden. Ze lieten zijn naam verwijderen waar deze monumentaal was aangebracht.

## Overlijden
In 1911 bezocht hij New York, waar hij ziek werd. Terug in Wenen stierf hij na een maand, op 18 mei 1911. Gustav Mahler had gedurende zijn leven veel last van keelontstekingen. Het is zeer waarschijnlijk dat hij gestorven is aan een (erfelijke) hartklepziekte, die in de laatste fase van zijn leven werd gecompliceerd door een infectie van de hartklep (endocarditis) door de streptokokkenbacterie, die vastgesteld werd door het afnemen van een bloedkweek tijdens een van zijn reizen in de Verenigde Staten. Vóór het ontdekken van antibiotica betekende de diagnose endocarditis dat iemand nog maar kort te leven had. Deze geschiedenis is gedetailleerd beschreven.

## Mahler en Nederland
Op uitnodiging van Willem Mengelberg dirigeerde Mahler in 1903, 1904, 1906 en 1909 het Concertgebouworkest in Amsterdam bij de uitvoering van eigen werk. Mahler, die de reputatie genoot een lastig en despotisch dirigent te zijn, was vol lof over het orkest en zijn dirigent. Via Mengelberg raakte hij bevriend met Alphons Diepenbrock die hij 'een interessante Hollandse musicus' vond die "eigenartige (intrigerende) kerkmuziek" schreef. 
Mahler heeft Sigmund Freud tijdens diens verblijf in Leiden bezocht om over de oorzaken van zijn slechte huwelijk te praten. Tijdens hun wandeling door de Breestraat op 10 augustus 1910 zou Freud hem gezegd hebben dat hij in elke vrouw zijn moeder zocht. Op 24 augustus daaropvolgend zou hij met Sigmund Freud een lange wandeling naar Leiden gemaakt hebben vanaf het strand bij Huis ter Duin in Noordwijk aan Zee.
Op 9 maart 1912 speelde het Concertgebouworkest de Nederlandse première van Mahlers Achtste symfonie. Op hetzelfde moment werd er door de Nederlandse consul in Wenen een krans gelegd op Mahlers graf, 'ten teken van de liefde, verering en dankbaarheid van zijn Amsterdamse vrienden'.
In 1920 organiseerde de artistiek directeur van het Concertgebouw, Rudolf Mengelberg, een Mahler-feest ter gelegenheid van het 25-jarig dirigeerjubileum van zijn neef Willem.
In Nederland in de Tweede Wereldoorlog was de muziek van Mahler door het verbod van de nazi-bezetters niet in het openbaar te horen. Na hevig protest van Willem Mengelberg, die zijn vriend en een groot voorvechter van zijn muziek geweest was, bij Seyss-Inquart in oktober 1940, mocht deze nog eenmaal een symfonie van Mahler uitvoeren, maar niet de muziek van Mendelssohn en Hindemith die ook op het programma stonden.
In 1995, 2020 en 2025 organiseerde het Concertgebouw opnieuw een Mahler Festival. In Amsterdam werden door meerdere orkesten en talloze musici symfonieën en liederen van Mahler gespeeld. In 2020 werd het vanwege de coronacrisis afgelast, als vervanging werd er een Mahler Festival  online (met meer dan 25 livestreams) georganiseerd. In 2025 werden in tien dagen tijd alle symfonieën gespeeld (inclusief de onvoltooide tiende symfonie door de Berliner Philharmoniker, er waren festiviteiten in de stad en de avondconcerten waren live te volgen in het Mahler Paviljoen in het Vondelpark.

## Postuum
Dankzij Mengelberg en andere bevriende dirigenten als Bruno Walter en Otto Klemperer, en na de Tweede Wereldoorlog de Amerikaanse dirigent Leonard Bernstein, groeide langzaam de waardering en belangstelling voor het oeuvre van Mahler. Tegenwoordig hebben zijn werken een vaste plaats in de programmering van menige concertzaal en in het concertrepertoire van elk symfonieorkest. Hij wordt daarbij beschouwd als de directe voorloper van Arnold Schönberg, Alban Berg (deze componist werd sterk beïnvloed door Gustav Mahlers unieke instrumentatie) en Anton Webern.
Drie huisjes waarin hij 's zomers componeerde, zijn nu ingericht als kleine musea. Dat zijn de huisjes aan de Attersee, aan de Wörthersee en nabij het Trenkenhof. Verder is er nog het Gustav Mahler-Museum in Hamburg.

## Werken

### Symfonische gedichten
- Symfonisch gedicht in twee delen: Der Titan (1884); vijfdelige compositie, gebaseerd op de gelijknamige roman van Jean Paul. Het werd door de componist later omgewerkt tot zijn (officiële) Eerste Symfonie.
- Symfonisch gedicht: Totenfeier (1888); eendelige compositie, werd door de componist later, in aangepaste vorm, opgenomen in zijn Tweede Symfonie als openingsdeel.

### Symfonieën
Voorafgaande aan de compositie van wat later zijn officiële eerste symfonie zou worden, had Mahler zich reeds aan het componeren van twee, mogelijk zelfs drie orkestsymfonieën gezet. De laatste verblijfplaats van de manuscripten van deze (nimmer gepubliceerde) orkestwerken was de woning van de familie Von Weber - nazaten van de grote componist Carl Maria von Weber - in Dresden. Tijdens zijn werkzaamheden in Leipzig als operadirigent onderhield Mahler nauwe vriendschappelijke banden met leden van de familie Von Weber, met name met Freiherrin Marion von Weber. Ten gevolge van het luchtbombardement van Dresden (begin 1945) ging de aloude familiewoning van de Von Webers in vlammen op. Aangenomen wordt dat hierbij de betreffende manuscripten - die de Nederlandse dirigent Willem Mengelberg nog in handen heeft gehad - zijn verbrand.
Van Mahlers symfonieën bestaan verschillende versies, die tot op heden niet (alle) nauwkeurig in kaart zijn gebracht. De dirigent Mahler wijzigde niet zelden de partituur van een symfonie wanneer hij die voor het eerst (en ook later) zelf tot klinken had gebracht of had laten brengen (bijvoorbeeld door Willem Mengelberg). En zelfs later, bij eigen dirigeerbeurten, wijzigde hij (de omvang van) de door hem aanvankelijk nauwkeurig aangegeven numerieke bezettingen van orkestpartijen, afhankelijk van omstandigheden ter plaatse. Echte wijzigingen van zijn symfonieën hadden aanvankelijk vooral betrekking op het vormprobleem-symfonie (zie de Eerste en Tweede die hun oorsprong vonden in symfonische gedichten) en later vooral met de gehele instrumentatie (Vijfde, Zesde en Zevende).
- nr. 1 in D (1884-1888); omwerking door Mahler van een vijfdelig symfonisch gedicht (zie boven) waarbij hij, op instigatie van zijn echtgenote Alma, het tweede deel (getiteld Blumine) schrapte.
- nr. 2 in c, Auferstehung (1888-1894)
- nr. 3 in d (1893-1896)
- nr. 4 in G (1899-1901)
- nr. 5 in cis (1901-1902)
- nr. 6 in a, Tragische (1903-1905); de bijnaam is niet afkomstig van Mahler zelf.
- nr. 7 in e (1904-1906)
- nr. 8 in Es, Sinfonie der Tausend (1906-1907)
- Das Lied von der Erde, Eine Sinfonie für Tenor und eine Alt- (oder Bariton-) Stimme und großes Orchester (1908-1909)
- nr. 9 in D (1908-1909)
- nr. 10 in fis (1909-1910), onvoltooid

### Liederen met orkest- en met pianobegeleiding
Mahler componeerde de volgende cycli van liederen, meestal ook in een eigen versie met pianobegeleiding:
- Lieder und Gesänge, 14 liederen met pianobegeleiding, gecomponeerd in fasen tussen 1880 en 1890.
  - Later werd hier "aus der Jugendzeit" aan toegevoegd, niet door Mahler zelf, en waarvan niet duidelijk is of het over Mahlers eigen "jeugd" gaat dan wel een verwijzing betreft naar Des Knaben Wunderhorn.
  - de eerste vijf (1880/81) zijn op tekst van Richard Leander, Tirso de Molina en Mahler zelf
  - de volgende negen (1888/89) zijn gebaseerd op teksten uit Des Knaben Wunderhorn
  - na zijn dood zijn verschillende liederen uit deze cyclus georkestreerd door o.a. Luciano Berio en Colin Matthews.
- Lieder eines fahrenden Gesellen, op eigen teksten; 1883-1885
- Lieder aus "Des Knaben Wunderhorn", op teksten uit Des Knaben Wunderhorn, verzameld door Clemens Brentano en Achim von Arnim; 1892-1901
- Rückert-Lieder, op gedichten van Friedrich Rückert; 1901-1903
- Kindertotenlieder, op gedichten van Friedrich Rückert; 1901-1904
- Das Lied von der Erde, op gedichten van Hans Bethge naar Li Tai Po; 1908-1909

### Cantate
- Das klagende Lied, voor solisten, koor en orkest, 1879-1880. Het eerste deel Waldmärchen was door de componist in 1901 geschrapt, de overige delen Der Spielmann en Hochzeitsstück werden daarbij herzien. Sinds de late twintigste eeuw wordt meestal de oorspronkelijke versie in drie delen uitgevoerd.

### Jeugdwerken
- Pianokwartet in A-mineur (één deel is integraal overgeleverd). 1876
- Drie liederen voor tenor met pianobegeleiding; 1880 (gepland was een serie van vijf)
  - Im Lenz
  - Winterlied
  - Maitanz in Grünen, dat later herwerkt werd tot "Hans und Grete", een van de 14 hierboven vermelde liederen
- Der Trompeter von Säckingen (dit is verloren gegaan, enkel "Blumine", dat deel uitmaakte van de 1ste symfonie, is overgebleven)

### Bewerkingen
- Suite naar delen van ensemblesuites van Johann Sebastian Bach; 1909 (tevens herinstrumentatie)
- Symfonieën nr. 5 tot en met 9 van Ludwig van Beethoven; 1895 (herinstrumentatie/uitvoeringsversie)[3]
- Strijkkwartet Op.95 van Ludwig van Beethoven; 1899 (bewerking voor strijkorkest/uitvoeringsversie)
- Symfonie nr.3 in d van Anton Bruckner (bewerking voor piano-vierhandig, in samenwerking met Rudolf Krzyzanowski tot stand gekomen);
- Figaros Hochzeit van Wolfgang Amadé Mozart; 1906 (vertaling/uitvoeringsversie)
- Strijkkwartet in d 'Der Tod und das Mädchen' van Franz Schubert; 1894 (bewerking voor strijkorkest/uitvoeringsversie)
- Symfonieën (alle) van Robert Schumann; 1895-1911, (herinstrumentatie/uitvoeringsversie)
- Euryanthe, opera van Carl Maria von Weber (uitvoeringsversie)
- Oberon, opera van Carl Maria von Weber (uitvoeringsversie)
- Voltooiing en bewerking van de komische opera Die drei Pintos van Carl Maria von Weber; (1887-1888)

### Omstreden toewijzing
- Symfonisches Praeludium in c-moll (is in de enige handgeschreven bron toegeschreven aan Anton Bruckner)

### Zoekgeraakte en voorgenomen composities
- Polka voor piano (met een treurmars als inleiding); 1866 (verblijfplaats manuscript onbekend)
- Lied Die Türken; 1866? (verblijfplaats manuscript onbekend)
- Opera Herzog Ernst von Schwaben; 1875 (verblijfplaats manuscript onbekend).
- Liederen naar gedichten van Heinrich Heine; 1875? - Es fiel ein Reif in der Frühlingsnacht en Im wunderschönen Monat Mai (verblijfplaats manuscript onbekend)
- Sonate voor viool en piano; 1876 (verblijfplaats manuscript onbekend)
- Nocturne voor violoncello en piano; 1876? (verblijfplaats manuscript onbekend)
- Pianokwartet; 1877 (verblijfplaats manuscript onbekend)
- Symfonie voor orkest; 1877? (verblijfplaats manuscript onbekend)
- Suite voor piano; 1877? (verblijfplaats manuscript onbekend)
- Symfonie in a (delen 1-3 voltooid, deel 4 onvoltooid); 1877? (verblijfplaats manuscript onbekend)
- Opera Die Argonauten; 1877-78 (1880): voltooid? (verblijfplaats manuscripten onbekend)
- Lied (titel onbekend); 1878? (verblijfplaats manuscript onbekend)
- Pianokwintet (alleen het Scherzo werd voltooid): 1877-78 (verblijfplaats manuscript onbekend)
- Nordische Symphonie (of Suite) voor orkest; 1879 resp. 1882 (verblijfplaats manuscript onbekend)
- Opera Rübezahl (voltooid?); 1879-1883 tot 1890 (verblijfplaats manuscript onbekend)
- Voorspel voor orkest met koor; 1883 (verblijfplaats manuscript onbekend)
- Zeven tableaux vivants (toneelmuziek) voor orkest bij het toneelstuk Der Trompeter von Säkkingen; 1884 (verblijfplaats manuscript onbekend)
- Bewerkingen van uitgekozen volksliederen Das Volkslied; 1885 (verblijfplaats manuscript onbekend)
- Plan voor een opera (zou in aansluiting op Mahlers completering van Von Webers onvoltooid nagelaten komische opera Die drei Pintos tot stand dienen te komen); 1888 (inhoudelijk plan van het libretto is wel bekend, compositieschetsen zijn echter niet overgeleverd [want nooit gemaakt?])

## Piano-opnamen van Mahler
Op 9 november 1905 speelde Mahler voor de firma M. Welte & Söhne uit Freiburg, uitvinder van het reproductieklavier 'Welte-Mignon', vier eigen composities in op pianorollen:
- 'Ging heut' morgen übers Feld' uit de liederencyclus 'Lieder eines fahrenden Gesellen'
- 'Ich ging mit Lust durch einen grünen Wald' uit de liederencyclus 'Des Knaben Wunderhorn'
- Eerste deel ('Trauermarsch') uit de 5de symfonie
- Vierde deel (Das himmlische Leben) uit de 4de symfonie

- Bibsys: 90058308
- Biblioteca Nacional de Chile: 000042593
- Biblioteca Nacional de España: XX1012260
- Bibliothèque nationale de France: cb13896959d (data)
- Catàleg d'autoritats de noms i títols de Catalunya: 981058512870006706
- CiNii: DA00362409
- Digitale Bibliotheek voor de Nederlandse Letteren: mahl003
- Gemeinsame Normdatei: 118576291
- International Standard Name Identifier: 0000 0001 2135 8915
- Library of Congress Control Number: n80067106
- Nationale Bibliotheek van Letland: 000035053
- MusicBrainz: 8d610e51-64b4-4654-b8df-064b0fb7a9d9
- Bibliotheek van het Japanse parlement: 00448526
- Nationale Bibliotheek van Tsjechië: jn19990009922
- Nationale bibliotheek van Australië: 35322466
- Nationale Bibliotheek van Israël: 987007264966705171
- Nationale Bibliotheek van Polen: a0000001180624
- Nationale en Universitaire bibliotheek Zagreb: 000091437
- Nederlandse Thesaurus van Auteursnamen: 069188149
- Istituto Centrale per il Catalogo Unico: CFIV045821
- LIBRIS: 211728
- SNAC: w65r5nvx
- Système universitaire de documentation: 027001830
- Trove: 911358
- Virtual International Authority File: 61732497
- WorldCat: E39PBJvt89PRg4yDykgYpRrwmd

Symfonieën: Symfonie nr. 1, Titan · Symfonie nr. 2, Auferstehung · Symfonie nr. 3 · Symfonie nr. 4 · Symfonie nr. 5 · Symfonie nr. 6, Tragische · Symfonie nr. 7 · Symfonie nr. 8, Sinfonie der Tausend · Das Lied von der Erde · Symfonie nr. 9 · Symfonie nr. 10 (onvoltooid)

Orkestliederen: Das klagende Lied (cantate) · Lieder eines fahrenden Gesellen · Rückertlieder · Kindertotenlieder · Lieder aus "Des Knaben Wunderhorn"
Haendel · Lulli · Scarlatti · Mozart · Cherubini · Weber · Berlioz · Chopin · Liszt · Wagner · Gounod · Reincken · Schuijt · Obrecht · Sweelinck · Orl. Lassus · Clemens n.P. · Wanning · Brahms · Rubinstein · Niels Gade · Verhulst · Schumann · Mendelssohn · Schubert · Spohr · Beethoven · Haydn ·  Bach · Strawinsky · Pijper · Ravel · Reger · Wagenaar · Tschaikovsky · Zweers · Bruckner · Mahler · Franck · Diepenbrock · Debussy · Dopper · Richard Strauss · Röntgen · Bartók · Dvořák